# David Fällman
David Thomas Fällman (Stoccolma, 4 febbraio 1990) è un calciatore svedese, difensore dell'FC Stockholm Internazionale.

## Biografia
È cugino del difensore Marcus Danielson.

## Carriera

### Club
Fällman, centrale di difesa, dopo due anni all'Eskilstuna City, debutta nel 2009 con il Väsby United in Superettan, il secondo campionato nazionale. Disputa una stagione in biancoverde anche dopo la retrocessione del club in Division 1.
Nel pre-campionato 2012 firma un contratto di breve termine con l'AIK, ma non viene confermato, così si accasa al Gefle per la sua prima esperienza nella massima serie. Al termine della stagione 2015, in cui disputa tutte e 30 le partite di campionato indossando anche la fascia di capitano, decide di prolungare di un ulteriore anno il contratto in scadenza con il Gefle nonostante alcune trattative con altri club svedesi più blasonati.
Il 19 gennaio 2016 viene ufficializzata la sua cessione nella seconda lega cinese, al Dalian Transcendence.
Terminato il biennale con gli asiatici, torna nella capitale svedese per legarsi all'Hammarby con un contratto di tre anni.
Il 15 febbraio 2021, l'Hammarby ha reso nota la cessione a titolo definitivo ai norvegesi dell'Aalesund. I test medici e le ultime formalità burocratiche però sono state superate soltanto il 12 marzo successivo, quando anche l'Aalesund ha comunicato l'effettiva firma del contratto del calciatore, che si è legato al nuovo club con un accordo triennale.
L'8 dicembre 2023, l'Aalesund ha annunciato che Fällman avrebbe lasciato il club al termine del contratto, in scadenza alla fine del mese.

## Statistiche

### Presenze e reti nei club
Statistiche aggiornate al 23 dicembre 2023.
| Stagione              | Club                  | Campionato            | Campionato | Campionato | Coppe nazionali | Coppe nazionali | Coppe nazionali | Coppe continentali | Coppe continentali | Coppe continentali | Supercoppe | Supercoppe | Supercoppe | Totale | Totale |
| Stagione              | Club                  | Comp                  | Pres       | Reti       | Comp            | Pres            | Reti            | Comp               | Pres               | Reti               | Comp       | Pres       | Reti       | Pres   | Reti   |
| --------------------- | --------------------- | --------------------- | ---------- | ---------- | --------------- | --------------- | --------------- | ------------------ | ------------------ | ------------------ | ---------- | ---------- | ---------- | ------ | ------ |
| 2016                  | Dalian Transc.        | CL1                   | 30         | 0          | CC              | 0               | 0               | -                  | -                  | -                  | -          | -          | -          | 30     | 0      |
| 2017                  | Dalian Transc.        | CL1                   | 25         | 0          | CC              | 0               | 0               | -                  | -                  | -                  | -          | -          | -          | 25     | 0      |
| Totale Dalian Transc. | Totale Dalian Transc. | Totale Dalian Transc. | 55         | 0          |                 | 0               | 0               |                    | -                  | -                  |            | -          | -          | 55     | 0      |
| 2018                  | Hammarby              | A                     | 27         | 1          | CS              | 5               | 0               | -                  | -                  | -                  | -          | -          | -          | 32     | 1      |
| 2019                  | Hammarby              | A                     | 18         | 1          | CS              | 3               | 0               | -                  | -                  | -                  | -          | -          | -          | 21     | 1      |
| 2020                  | Hammarby              | A                     | 25         | 0          | CS              | 0               | 0               | UEL                | 2                  | 0                  | -          | -          | -          | 27     | 0      |
| Totale Hammarby       | Totale Hammarby       | Totale Hammarby       | 70         | 2          |                 | 8               | 0               |                    | 2                  | 0                  |            | -          | -          | 80     | 2      |
| 2021                  | Aalesund              | 1D                    | 23         | 2          | CN              | 1               | 0               | -                  | -                  | -                  | -          | -          | -          | 24     | 2      |
| 2022                  | Aalesund              | ES                    | 28         | 0          | CN              | 1               | 0               | -                  | -                  | -                  | -          | -          | -          | 29     | 0      |
| 2023                  | Aalesund              | ES                    | 23         | 0          | CN              | 1               | 0               | -                  | -                  | -                  | -          | -          | -          | 24     | 0      |
| Totale Aalesund       | Totale Aalesund       | Totale Aalesund       | 74         | 2          |                 | 3               | 0               |                    | -                  | -                  |            | -          | -          | 77     | 2      |
| Totale                | Totale                | Totale                | ?          | ?          |                 | ?               | ?               |                    | ?                  | ?                  |            | -          | -          | ?      | ?      |